# Sam Neill
Nigel John Dermot Neill mais conhecido como Sam Neill, DCNZM, OBE (Omagh, Condado de Tyrone, 14 de setembro de 1947) é um ator neozelandês. Sua carreira incluiu papéis principais em dramas e sucessos de bilheteria. Considerado um "homem principal internacional", ele é considerado um dos atores mais versáteis de sua geração. que foi adquirindo seus primeiros papéis principais em filmes como Omen III: The Final Conflict e Dead Calm e na televisão com Reilly, Ace of Spies. Ele ganhou uma vasta fama internacional, em 1993, por seus papéis como Alisdair Stewart em The Piano e como o Dr. Alan Grant no blockbuster Jurassic Park, um papel que reprisou em 2001 em Jurassic Park III. Neill também teve papéis notáveis em Merlin, A Caçada ao Outubro Vermelho, The Tudors e Peaky Blinders.

## Carreira
Depois de trabalhar na Nova Zelândia National Film Unit como diretor e ator, Neill foi escolhido como o protagonista do filme na Nova Zelândia Sleeping Dogs. Após isso, ele apareceu no clássico australiana, My Brilliant Career (1979), em frente Judy Davis. Este aspecto levou a ser selecionado para interpretar Damien Thorn em Omen III: O Conflito Final, em 1981, uma das sequelas de A Profecia. No final da década de 1971 o seu mentor foi o notável ator britânico James Mason. Neill foi também um dos principais candidatos a suceder Roger Moore no papel de James Bond, mas ele perdeu para o Timothy Dalton.
Neill teve heróis e vilões em uma sucessão de cinema e televisão dramas e comédia. No Reino Unido, ele tornou-se conhecido no início de 1980 estrelando em dramas como Ivanhoe e, nomeadamente, no papel-título de Reilly, Ace of Spies. Neill é conhecido por seu e co-estrelando papéis principais em filmes importantes, incluindo Dead Calm (1989), La révolution française (1989), interpretando o famoso Marquês de La Fayette, A Caçada ao Outubro Vermelho (1990), Memórias de um Homem Invisível (1992), O Piano (1993), Jurassic Park (1993), Sereias (1994), Event Horizon (1997), O prato (2000) e Jurassic Park III (2001). O filme de Inquietação: Uma Viagem por Sam Neill (1995) foi escrito e dirigido por Sam Neill e Judy Rymer . Nele Neill narrou sua lembrança pessoal da Nova Zelândia história do cinema.
Neill foi convidado para desempenhar o papel de Elrond em O Senhor dos Anéis de Peter Jackson, mas recusou por causa de suas obrigações contratuais para outra, Jurassic Park III (2001). Ele organizou e narrou uma série de documentários para a BBC, intitulada Space (Hiperespaço, nos Estados Unidos) em 2002.
Em 2006, Neill gravou uma série de anúncios de rádio para o Fifth Third Bank os EUA no centro-oeste
Neill estrelou o drama histórico The Tudors na rede Showtime jogando Cardeal Wolsey. "Eu tenho que dizer que eu realmente gostava de fazer The Tudors", disse Neill, "Foi seis meses com um personagem que eu achei extremamente interessante, com um elenco que gostei muito e com uma história que eu achei muito interessante."Ele tem elementos que são difíceis de vencer: traição, luxúria e traição, todas as coisas que fazem para o bem. Histórias de vingança " Neill estrelou como o Sr. Jones em Sob a Montanha e como Charles Bromley em Daybreakers .
Ele também estrelou numa produção de TV na ABC chamada Happy Town em que interpretou Merritt Grieves.  Em 2012 estrelou a série de TV Alcatraz (produtor executivo J. J. Abrams) junto com Sarah Jones  e Jorge Garcia , pela Fox TV, que teve a duração de uma temporada com 13 episódios.

## Vida
Foi casado com a maquiadora Noriko Watanabe, com quem tem uma filha, Elena. Tem um filho, Tim, com a atriz neozelandeza Lisa Harrow.

## Filmografia

### Filmes e séries
- TBA - Bring Him to Me
- TBA - Apples Never Fall (TV)
- 2023 - Scarygirl
- 2023 - Assassin Club
- 2023 - The Portable Door
- 2022 - Thor: Love and Thunder
- 2022 - Jurassic World Dominion
- 2022 - The Twelve (TV)
- 2021 - Peter Rabbit 2: The Runaway
- 2021 - Daisy Quokka: World's Scariest Animal
- 2021 - Invasion (TV)
- 2020 - Rams
- 2020 - Flack (TV)
- 2019 - Take Home Pay
- 2019 - Ride Like a Girl
- 2019 - Blackbird
- 2019 - Palm Beach
- 2019 - Rick and Morty (TV)
- 2018 - Peter Rabbit
- 2018 - The Commuter
- 2018 - The Pacific: In the Wake of Captain Cook with Sam Neill (TV)
- 2017 - Mindgamers
- 2017 - Sweet Country
- 2017 - Thor: Ragnarok
- 2017 - Get Krack!n (TV)
- 2016 - Country Calendar (TV)
- 2016 - Tutankhamun (TV)
- 2016 - Hunt for the Wilderpeople
- 2016 - New Zealand: Earth's Mythical Islands (TV)
- 2016 - Why Anzac with Sam Neill (TV)
- 2015 - And Then There Were None (TV)
- 2014 - House of Hancock (TV)
- 2014 - Old School (TV)
- 2013-14 - Peaky Blinders (TV)
- 2013 - Escape Plan
- 2013 - Harry (TV)
- 2012 - Alcatraz (Série de TV)
- 2012 - The Vow[4]
- 2011 - Ice (TV)
- 2010 - Happy Town (TV)
- 2010 - Daybreakers (2019: O ano da Extinção)
- 2010 - Rake (TV)
- 2009 - bro'Town (TV)
- 2009 - Happy Town (TV)
- 2008-10 - Crusoe (TV)
- 2007 - The Tudors (TV)
- 2006 - Two Twisted (TV)
- 2006 - O Aprendiz de Merlin (Merlin's Aprentice) (TV)
- 2005 - The Triangle (TV)
- 2005 - To the Ends of the Earth (TV)
- 2005 - The Incredible Journey of Mary Bryant (TV)
- 2005 - Little fish
- 2004 - Wimbledon - O Jogo do Amor (Wimbledon)
- 2004 - Jessica (TV)
- 2004 - Stiff (TV)
- 2003 - Perfect Strangers
- 2002 - Dirty Deeds
- 2002 - Framed (TV)
- 2002 - Doctor Zhivago (TV)
- 2001 - Zookeeper, The
- 2001 - Jurassic Park III (Jurassic Park 3)
- 2001 - Submerged (TV)
- 2001 - Space (TV)
- 2000 - Magic pudding, The (voz)
- 2000 - The Dish
- 2000 - Minha mãe Frank
- 2000 - Sally Hemings - Um escândalo americano (Sally Hemings: An American scandal) (TV)
- 1999 - O Homem Bicentenário (Bicentennial man)
- 1999 - Molokai: A história do pai de Damien
- 1998 - Doce vingança (Revengers \ 'comedies, The)
- 1998 - O encantador de cavalos (Horse whisperer, The)
- 1998 - The Games (TV)
- 1998 - Merlin (Merlin) (TV)
- 1997 - O Enigma do Horizonte (Event Horizon)
- 1997 - Floresta Negra (Snow White: Um conto de terror)
- 1996 - A Sangue Frio (In Cold Blood) (TV)
- 1996 - O anti-herói (Children of revolution)
- 1995 - Victory
- 1995 - O Outro Lado da Nobreza (Restoration)
- 1995 - À Beira da Loucura (In the Mouth of Madness)
- 1995 - Forgotten Silver (TV)
- 1994 - Vida no campo (Country life)
- 1994 - O Livro da Selva (The Jungle Book)
- 1994 - Sereias (Sirens)
- 1994 - Os Simpsons (TV)
- 1993 - Jurassic Park (Jurassic Park: O Parque dos Dinossauros)
- 1993 - O piano (Piano, The)
- 1993 - The Rainbow Warrior (TV)
- 1993 - Retratos de Família fotos (Família) (TV)
- 1992 - Erro fatal (Hostage)
- 1992 - Sabotagem internacional (Rainbow warrior, The)
- 1992 - Memórias de um homem invisível (Memoirs of a invisible man)
- 1991 - Correndo contra o vento (One against the wind) (TV)
- 1991 - Até o fim do mundo (Bis e ende der welt)
- 1991 - Fever (TV)
- 1991 - Morte em Brunswick (Death in Brunswick)
- 1990 - Shadow na China
- 1990 - Caçada ao Outubro Vermelho (The Hunt for Red October)
- 1989 - La révolution française
- 1989 - Terror a bordo (Dead calm)
- 1988 - Um Grito no Escuro
- 1988 - Leap of faith (TV)
- 1987 - Paixões sem limite (esposa Good, The)
- 1987 - Amerika (TV)
- 1986 - Strong Medicine (TV)
- 1986 - For Love Alone
- 1985 - Assalto em armas (TV)
- 1985 - Kane & Abel (TV)
- 1985 - Plenty - O mundo de uma mulher (Plenty)
- 1984 - Domínio cruel (Le sang des autres)
- 1984 - Country girls, The (TV)
- 1983 - Reilly, Ace of Spies (TV)
- 1982 - Enigma (Enigma)
- 1982 - Ivanhoe (Ivanhoe) (TV)
- 1982 - Força de Ataque Z (Attack Force Z)
- 1981 - De um país distante
- 1981 - Possessão (Possession)
- 1981 - A Profecia 3 - O Confronto conflito final (Final, The)
- 1980 - Lucinda Brayford (TV)
- 1979 - Jornalista, A
- 1979 - Just fora do alcance
- 1979 - Minha carreira brilhante
- 1979-80 - The Sullivans
- 1977 - Sleeping Dogs
- 1975 - Ashes
- 1975 - Landfall

### Jogos
- 2022 - Jurassic World Evolution 2
- 2019 - Jurassic World Evolution
- 2015 - Lego Jurassic World

## Livros
- Neill, Sam (2023). Did I Ever Tell You This?: A Memoir. London: Michael Joseph Ltd. ISBN 9780241648988. OCLC 1356450549.